# Учка (река)
Учка — река в России, протекает в Лузском районе Кировской области. Устье реки находится в 112 км по левому берегу реки Луза. Длина реки составляет 22 км.
Река берёт начало в холмах к северу от урочища 1-е Сухановское в 8 км к югу от села Учка и в 26 км к юго-востоку от города Луза. Река течёт на север, верхнее и нижнее течение не населено, в среднем течении протекает село Учка и несколько мелких деревень вокруг неё. Притоки — Истопница, Каменка (правые). В низовьях выходит на пойму Лузы, где протекает через озеро Игуменское, де-факто старицу Лузы. Впадает в Лузу в 7 км к юго-востоку от посёлка Лальск.

## Данные водного реестра
По данным государственного водного реестра России и геоинформационной системы водохозяйственного районирования территории РФ, подготовленной Федеральным агентством водных ресурсов:
- Бассейновый округ — Двинско-Печорский
- Речной бассейн — Северная Двина
- Речной подбассейн — Малая Северная Двина
- Водохозяйственный участок — Юг
- Код водного объекта — 03020100212103000012990